# Perkebunan
Perkebunan is een bestuurslaag in het regentschap Tapanuli Selatan van de provincie Noord-Sumatra, Indonesië. Perkebunan telt 720 inwoners (volkstelling 2010).